# 孫克勤 (游泳運動員)
孫克勤（1936年—），是一名游泳運動員，主攻中長距離自由式項目，山東人。由於在國內長距離自由式項目屢屢獲得冠軍並打破紀錄，1958年得到臺灣省政府提供資金前往日本的大學訓練。同年，於東京舉辦的1958年亞洲運動會游泳比賽男子4×200公尺自由式接力比賽與林敏善、李岑生、高嘉弘以9分39秒0的成績獲得銅牌。